# Sunset (Luisiana)
Sunset es un pueblo ubicado en la parroquia de St. Landry en el estado estadounidense de Luisiana. En el Censo de 2010 tenía una población de 2897 habitantes y una densidad poblacional de 356,68 personas por km².

## Geografía
Sunset se encuentra ubicado en las coordenadas 30°24′27″N 92°3′39″O / 30.40750, -92.06083. Según la Oficina del Censo de los Estados Unidos, Sunset tiene una superficie total de 8.12 km², de la cual 8.05 km² corresponden a tierra firme y (0.86%) 0.07 km² es agua.

## Demografía
Según el censo de 2010, había 2897 personas residiendo en Sunset. La densidad de población era de 356,68 hab./km². De los 2897 habitantes, Sunset estaba compuesto por el 47.64% blancos, el 49.46% eran afroamericanos, el 0.48% eran amerindios, el 0.07% eran asiáticos, el 0% eran isleños del Pacífico, el 1.42% eran de otras razas y el 0.93% pertenecían a dos o más razas. Del total de la población el 2.69% eran hispanos o latinos de cualquier raza.